# تجول الهوية
تمت صياغة المصطلح تجول الهوية على يد ليزا ناكامورا في مقالها، Race In/For Cyberspace: Identity Tourism and Racial Passing on the Internet، الذي أصدرته في عام 2000. ويصف هذا المصطلح عملية الاستيلاء على هوية أخرى على الويب، وبشكل أكثر تحديدًا، هوية تنطوي على جنس و / أو عرق آخر يختلف عن الجنس والعرق الصحيحين. ويمكن أن نرى تجول الهوية بشكل رئيسي على شبكة الإنترنت، إلا أننا يمكن أن نراه في وسائل إعلامية أخرى، مثل ألعاب الفيديو.
وتقترح فكرة «التجول» التحرك في الإطار بأغراض الفضول أو المتعة أو التجربة. وبالتالي، فإن القدرة على «التجول» عبر الإنترنت باستخدام هوية جديدة يفتح أبواب الإنترنت كونها مساحة يمكن تعريفها، حيث يمكن أن تصبح «مواقع» مثل غرف الدردشة والمنتديات وأبعاد تعدد المستخدمين (MUD) وMOO، بالإضافة إلى غير ذلك من وسائط المشاركة، وجهات ومواقع للعب الإبداعي. حيث يمكن أن «يستمتع الإنسان بعطلته» في واحدة من هذه المساحات التقنية بدون أن يغادر مقعده.
وفي معظم الحالات، غالبًا ما يؤدي انتحال شخصية إلى إظهار سمات نمطية أو متصورة بخصوص هذا النوع أو الجنس. وهذه العملية أقل من أن تكون بريئة، ويمكن أن تكون لها تداعيات مرتبطة بالشهوة الجنسية أو التشيء. ورغم ذلك، أما إذا تم تنفيذها بشكل يتسم بالوعي، فإن تغيير الأدوار بتلك الطريقة يمكن أن يساعد على تسخير تلك السمات النمطية، وربما يمكن أن تؤدي إلى توسيع نطاق حدود المجتمعات على الإنترنت.[بحاجة لمصدر]